# 燕駅
燕駅（つばめえき）は、新潟県燕市燕（本町）にある、東日本旅客鉄道（JR東日本）弥彦線の駅である。

## 歴史
- 1922年（大正11年）4月20日：越後鉄道・西吉田（現・吉田） - 当駅間開通の際に新設[1]。
- 1925年（大正14年）4月10日：当駅 - 一ノ木戸（現・東三条）間が延伸開通[3]。
- 1927年（昭和2年）10月1日：越後鉄道が国有化[3]。国鉄弥彦線所属となる[3]。
- 1933年（昭和8年）8月15日：新潟電鉄線（のちの新潟交通電車線）・当駅 - 白根間が延伸開通し、全線開通。
- 1967年（昭和42年）
  - 4月10日：新貨物設備完成し、使用を開始[4]。
  - 9月1日：駅舎の東三条方に新潟交通電車線の駅舎が設けられる[5]。
- 1968年（昭和43年）3月5日：現在の駅舎が竣工し、完工式を挙行[6]。
- 1984年（昭和59年）1月20日：貨物の扱いを廃止[7]。
- 1985年（昭和60年）3月14日：荷物の扱いを廃止[7]。
- 1987年（昭和62年）4月1日：分割民営化により、国鉄の駅はJR東日本の駅となる[7]。
- 1990年（平成2年）12月1日：みどりの窓口を開設[8]。
- 1993年（平成5年）8月1日：新潟交通電車線・当駅 - 月潟間が廃止[2]。
- 2008年（平成20年）3月15日：ICカード「Suica」の利用が可能となる[9]。
- 2010年（平成22年）11月：売店「キヨスク」が撤退[1]。
- 2023年（令和5年）
  - 3月17日：みどりの窓口の営業を終了[10][11]。
  - 3月18日：終日無人化。

## 駅構造
相対式ホーム2面2線を有する地上駅で、ホーム間を跨線橋で結んでいる。上り・下りの列車は改札口のある1番線から発着するが、行き違いを行う場合にのみ2番線に入線する運用となっている。
燕三条駅が管理する無人駅である。駅舎には、近距離用の自動券売機、簡易Suica改札機、待合室、トイレがある。また、駅舎に隣接して交番や2階建ての駐輪場がある。かつては駅そば店や売店キヨスクが入っていたが、撤退している。

### 廃止路線
1993年（平成5年）まで、新潟交通電車線の連絡駅だった。新潟交通燕駅は改札を出て左手、いまの駅前交番の付近にあった。
電車線のホームは現在相対式となっている2番線の反対側にあった3番線で、跨線橋は弥彦線と共用していた。また、構内北側には留置線も設置されていた。現在はいずれの設備も撤去されている。跡地は区画整理され、新興住宅地として宅地開発された。

### のりば
| 番線 | 路線    | 方向 | 行先       |
| ---- | ------- | ---- | ---------- |
| 1・2 | ■弥彦線 | 下り | 東三条方面 |
| 1・2 | ■弥彦線 | 上り | 弥彦方面   |

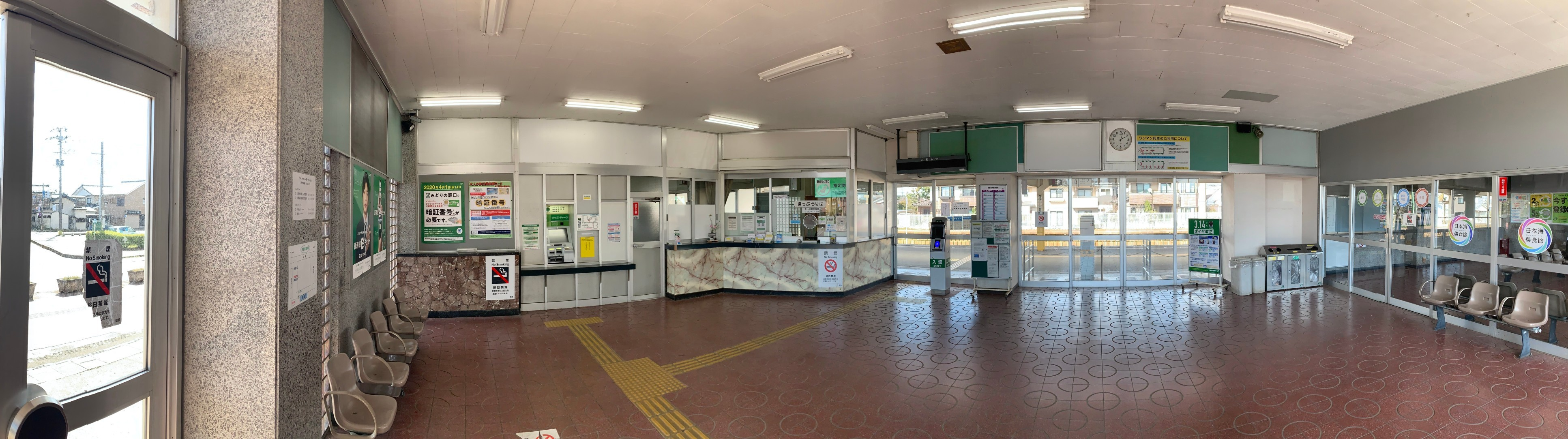
駅舎内（2020年3月）
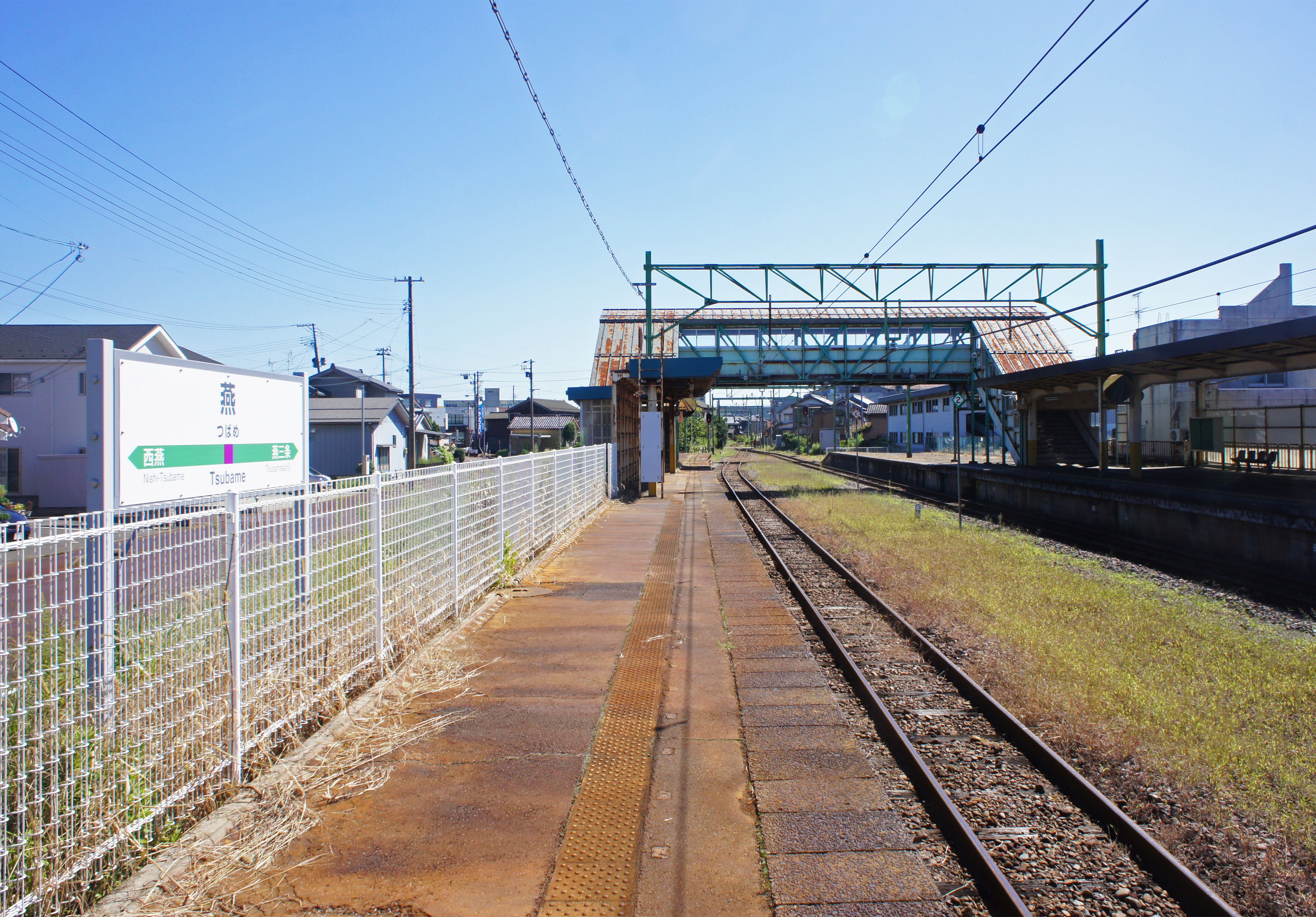
ホーム（2021年9月）
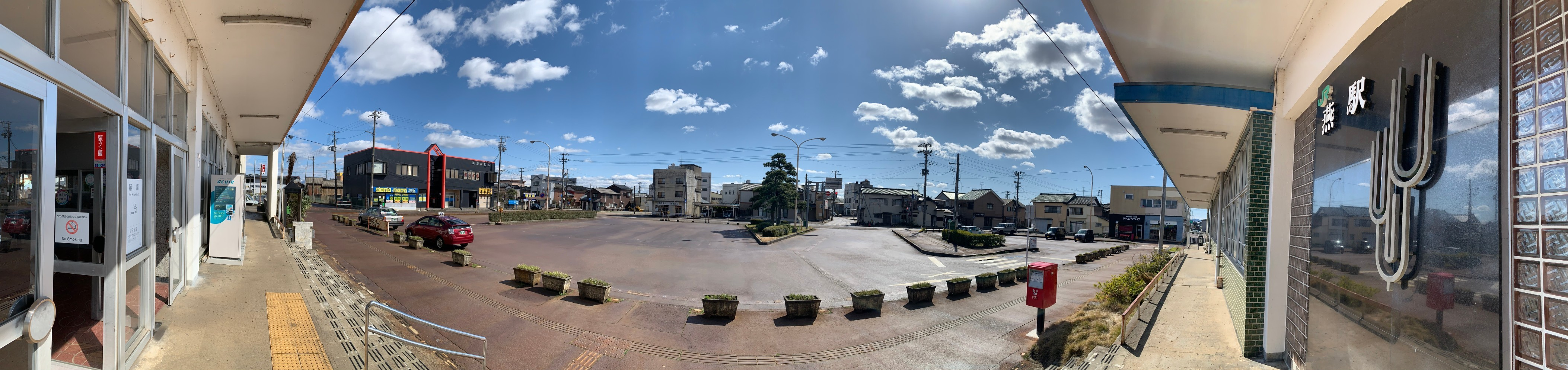
駅前広場（2020年3月）

## 貨物取扱
1980年代まで貨物取扱が行われており、電鉄線沿線からの米の各地への輸送などが行われていた。

## 利用状況
JR東日本によると、2000年度（平成12年度）- 2021年度（令和3年度）の1日平均乗車人員の推移は以下のとおりであった。
昭和中期には洋食器製造の通勤者の利用が大幅に増え、1日あたり乗車人員は1966年（昭和41年）は8,900人となり、当時の新潟管内で5番目の多さだったとされる。
| 1日平均乗車人員推移 | 1日平均乗車人員推移 | 1日平均乗車人員推移 | 1日平均乗車人員推移 | 1日平均乗車人員推移 |
| 年度                | 定期外              | 定期                | 合計                | 出典                |
| ------------------- | ------------------- | ------------------- | ------------------- | ------------------- |
| 2000年（平成12年）  |                     |                     | 1,418               | [ 利用客数 1 ]      |
| 2001年（平成13年）  |                     |                     | 1,339               | [ 利用客数 2 ]      |
| 2002年（平成14年）  |                     |                     | 1,286               | [ 利用客数 3 ]      |
| 2003年（平成15年）  |                     |                     | 1,245               | [ 利用客数 4 ]      |
| 2004年（平成16年）  |                     |                     | 1,188               | [ 利用客数 5 ]      |
| 2005年（平成17年）  |                     |                     | 1,155               | [ 利用客数 6 ]      |
| 2006年（平成18年）  |                     |                     | 1,104               | [ 利用客数 7 ]      |
| 2007年（平成19年）  |                     |                     | 1,126               | [ 利用客数 8 ]      |
| 2008年（平成20年）  |                     |                     | 1,157               | [ 利用客数 9 ]      |
| 2009年（平成21年）  |                     |                     | 1,099               | [ 利用客数 10 ]     |
| 2010年（平成22年）  |                     |                     | 1,140               | [ 利用客数 11 ]     |
| 2011年（平成23年）  |                     |                     | 1,184               | [ 利用客数 12 ]     |
| 2012年（平成24年）  | 123                 | 1,055               | 1,178               | [ 利用客数 13 ]     |
| 2013年（平成25年）  | 122                 | 1,015               | 1,137               | [ 利用客数 14 ]     |
| 2014年（平成26年）  | 123                 | 945                 | 1,069               | [ 利用客数 15 ]     |
| 2015年（平成27年）  | 123                 | 916                 | 1,040               | [ 利用客数 16 ]     |
| 2016年（平成28年）  | 120                 | 905                 | 1,026               | [ 利用客数 17 ]     |
| 2017年（平成29年）  | 113                 | 844                 | 957                 | [ 利用客数 18 ]     |
| 2018年（平成30年）  | 114                 | 844                 | 959                 | [ 利用客数 19 ]     |
| 2019年（令和元年）  | 109                 | 805                 | 914                 | [ 利用客数 20 ]     |
| 2020年（令和02年）  | 77                  | 732                 | 809                 | [ 利用客数 21 ]     |
| 2021年（令和03年）  | 79                  | 687                 | 767                 | [ 利用客数 22 ]     |

## 駅周辺

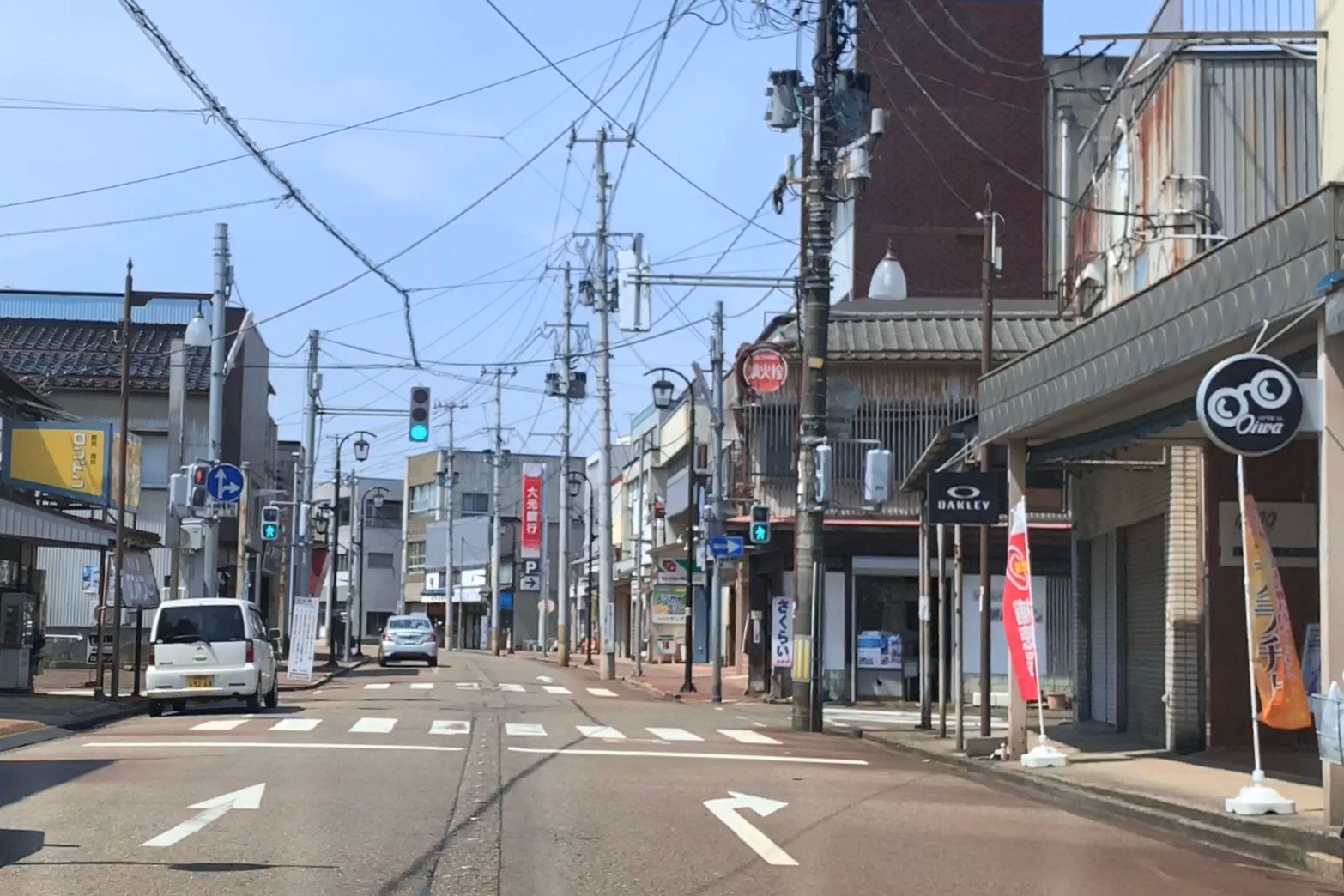
サンロード宮町商店街（2020年4月）

周辺は古くからの燕市の市街地。商店と住宅が混在しているほか、町工場が多くある。
駅南側を流れる中ノ口川沿いには河川舟運で発達した商店街が広がり、3・8のつく日には定期市（いちび）が開かれるほか、2013年（平成25年）まではサンロード宮町商店街に全蓋式アーケードが架かっていた。
- 燕市役所燕庁舎
- 燕中央通郵便局
- サンロード宮町商店街
- 燕市立燕東小学校
- 三条信用金庫 燕支店
- 玉川堂
- 新潟県道161号燕停車場線
- 新潟県道44号新潟燕線
- 中ノ口川
- ドン・キホーテ燕店

## バス路線
駅前ロータリー内に新潟交通観光バスと越後交通、燕市循環バス「スワロー号」、燕市コミュニティバスのバス停があり、2025年（令和7年）4月現在は以下の路線が運行されている。
| 運行事業者       | 行先                                                                                      | 備考                                                           | 出典          |
| ---------------- | ----------------------------------------------------------------------------------------- | -------------------------------------------------------------- | ------------- |
| 新潟交通観光バス | - B 燕線（県内高速「ときライナー」）：新潟駅前 - 白根 - 新生町 - 新潟県立燕中等教育学校   |                                                                | [ 17 ] [ 18 ] |
| 越後交通         | - 東三条駅前 - 寺泊                                                                       |                                                                | [ 19 ] [ 20 ] |
| 燕市循環バス     | - スワロー号：長辰／燕三条駅 - 燕市コミュニティバス：燕市産業史料館・燕三条駅・新生町方面 | 「燕市コミュニティバス」：2025年（令和7年）3月現在、実証運行中 | [ 21 ] [ 22 ] |

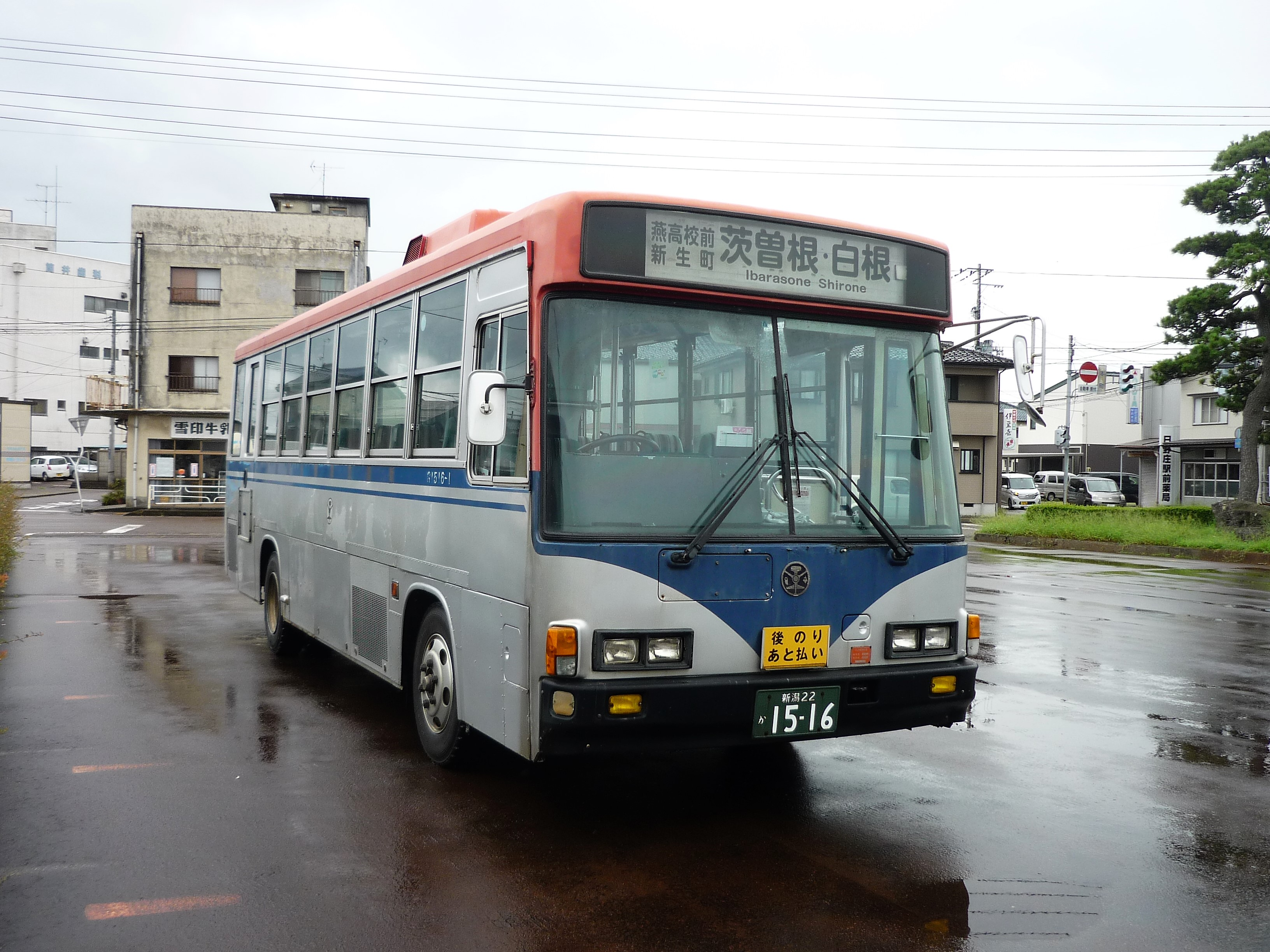
当駅前を発着し、新潟交通電車線の代替を担う新潟交通観光バスの路線バス

## 隣の駅
東日本旅客鉄道（JR東日本）
■弥彦線
西燕駅 - 燕駅 - 燕三条駅

### かつて存在した路線

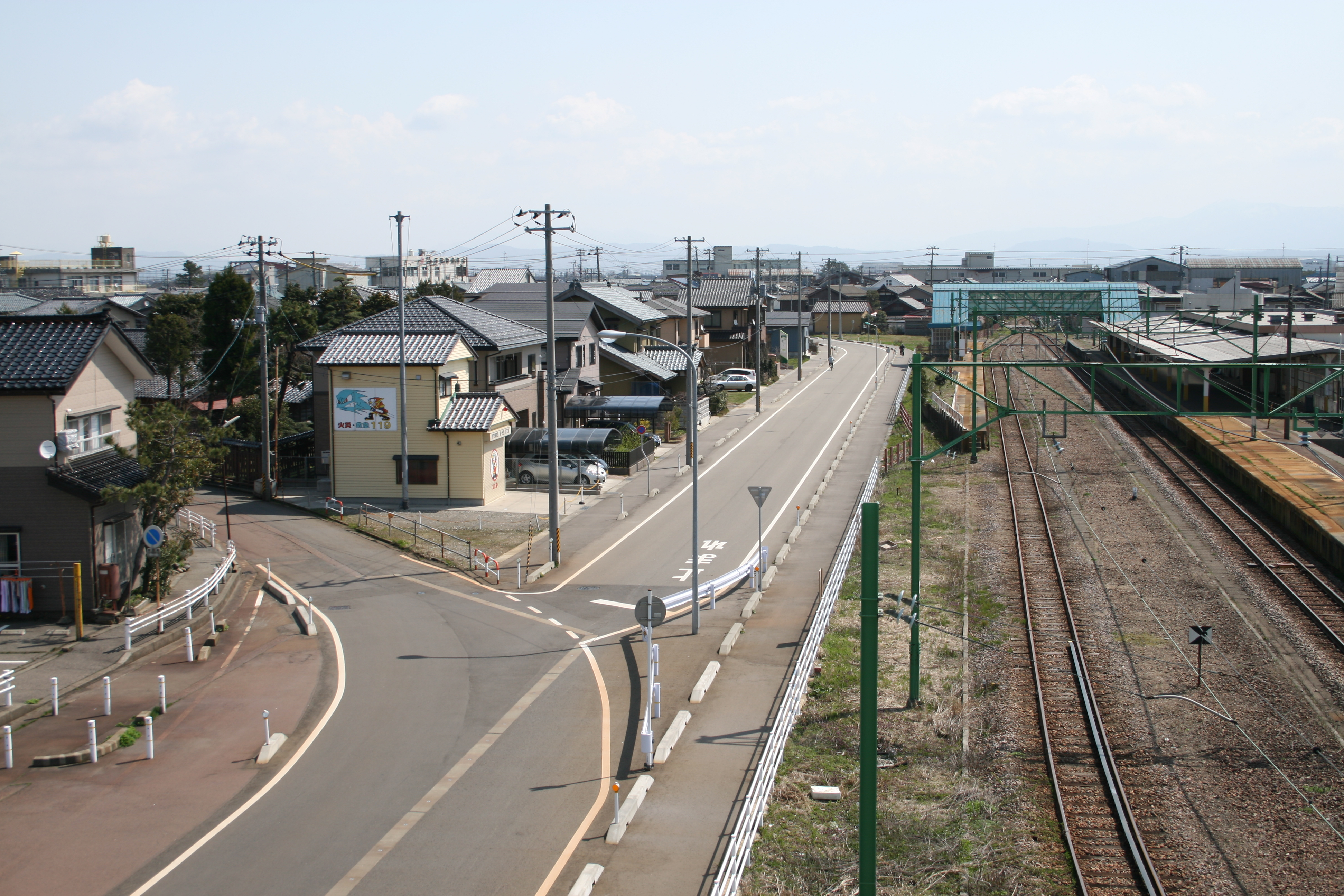
まっすぐ延びる道路とその左の住宅地が旧構内（2008年4月）

新潟交通
電車線
灰方駅 - 燕駅

### 記事本文
1. 1 2 3 4 5 6 7 8 9  『週刊 JR全駅・全車両基地』 21号 新潟駅・弥彦駅・津南駅ほか、朝日新聞出版〈週刊朝日百科〉、2012年12月30日、24頁。
2. 1 2  “月潟-燕間来月廃止へ”. 交通新聞 (交通新聞社):  p. 1. (1993年7月7日)
3. 1 2 3  曽根悟（監修）（著）、朝日新聞出版分冊百科編集部（編集）（編）「大糸線・飯山線・篠ノ井線・越後線・弥彦線」『週刊 歴史でめぐる鉄道全路線 国鉄・JR』第9号、朝日新聞出版、2009年9月6日、27頁。
4. ↑  『新貨物設備が完成　弥彦線燕駅』昭和42年4月14日読売新聞新潟経済
5. ↑  『JR・私鉄全線 各駅停車6 中央・上信越590駅』小学館、1993年、184頁。
6. ↑  『スマートな燕駅の駅舎完成』昭和43年3月4日読売新聞新潟読売
7. 1 2 3  石野哲（編）『停車場変遷大事典 国鉄・JR編 Ⅱ』JTB、1998年、601頁。ISBN 978-4-533-02980-6。
8. ↑  JR時刻表平成2年12月号索引地図欄外の注
9. ↑  『2008年3月 Suicaがますます便利になります』（PDF）（プレスリリース）東日本旅客鉄道、2007年12月21日。オリジナルの2016年3月4日時点におけるアーカイブ。2020年5月29日閲覧。
10. ↑  “駅の情報（燕駅）：JR東日本”.   東日本旅客鉄道. 2023年2月27日時点のオリジナルよりアーカイブ。2023年2月27日閲覧。
11. ↑  “JR東日本路線図（関東・甲信越エリア）” (PDF).   東日本旅客鉄道. 2023年2月24日時点のオリジナルよりアーカイブ。2023年2月25日閲覧。
12. 1 2  “JR東日本：駅構内図・バリアフリー情報（燕駅）”.   東日本旅客鉄道. 2025年4月29日閲覧。
13. 1 2  “ニヒガタ鉄道写真カン：弥彦線”.   新潟日報. 2022年2月12日閲覧。
14. ↑  燕駅から商店街や中ノ口川まで - townphoto
15. ↑  “燕市のいちび”.   燕市. 2021年5月5日閲覧。
16. ↑  “サンロード宮町のオーバーアーケードの解体工事が5日着工、総事業費8,150万円で来年2月完了”.   ケンオー・ドットコム (2013年11月1日). 2025年4月28日閲覧。
17. ↑  “燕線の路線図・運賃 - ときライナー”.   新潟県内高速バスネットワーク協議会. 2025年4月29日閲覧。
18. ↑  “403 白根 - 茨曽根・月潟 - 新生町 - 燕” (PDF). 燕市エリア.   新潟交通観光バス. 2025年4月29日閲覧。
19. ↑  “東三条駅前 = 八王寺 = 燕駅前 線” (PDF). 【公式】越後交通株式会社 路線バス時刻表（三条地区）.   越後交通. 2025年4月29日閲覧。
20. ↑  “東三条駅前・燕駅前 = 分水駅前 = 渡部 = 寺泊 線” (PDF). 【公式】越後交通株式会社 路線バス時刻表（三条地区）.   越後交通. 2025年4月29日閲覧。
21. 1 2  “燕市コミュニティバス実証運行／燕市”.   燕市 (2025年3月25日). 2025年4月29日閲覧。
22. ↑  “燕市循環バス「スワロー号」／燕市”.   燕市 (2024年10月1日). 2025年4月28日閲覧。

### 利用状況
1. ↑  “各駅の乗車人員（2000年度）”.   東日本旅客鉄道. 2019年4月4日閲覧。
2. ↑  “各駅の乗車人員（2001年度）”.   東日本旅客鉄道. 2019年4月4日閲覧。
3. ↑  “各駅の乗車人員（2002年度）”.   東日本旅客鉄道. 2019年4月4日閲覧。
4. ↑  “各駅の乗車人員（2003年度）”.   東日本旅客鉄道. 2019年4月4日閲覧。
5. ↑  “各駅の乗車人員（2004年度）”.   東日本旅客鉄道. 2019年4月4日閲覧。
6. ↑  “各駅の乗車人員（2005年度）”.   東日本旅客鉄道. 2019年4月4日閲覧。
7. ↑  “各駅の乗車人員（2006年度）”.   東日本旅客鉄道. 2019年4月4日閲覧。
8. ↑  “各駅の乗車人員（2007年度）”.   東日本旅客鉄道. 2019年4月4日閲覧。
9. ↑  “各駅の乗車人員（2008年度）”.   東日本旅客鉄道. 2019年4月4日閲覧。
10. ↑  “各駅の乗車人員（2009年度）”.   東日本旅客鉄道. 2019年4月4日閲覧。
11. ↑  “各駅の乗車人員（2010年度）”.   東日本旅客鉄道. 2019年4月4日閲覧。
12. ↑  “各駅の乗車人員（2011年度）”.   東日本旅客鉄道. 2019年4月4日閲覧。
13. ↑  “各駅の乗車人員（2012年度）”.   東日本旅客鉄道. 2019年4月4日閲覧。
14. ↑  “各駅の乗車人員（2013年度）”.   東日本旅客鉄道. 2019年4月4日閲覧。
15. ↑  “各駅の乗車人員（2014年度）”.   東日本旅客鉄道. 2019年4月4日閲覧。
16. ↑  “各駅の乗車人員（2015年度）”.   東日本旅客鉄道. 2019年4月4日閲覧。
17. ↑  “各駅の乗車人員（2016年度）”.   東日本旅客鉄道. 2019年4月4日閲覧。
18. ↑  “各駅の乗車人員（2017年度）”.   東日本旅客鉄道. 2019年4月4日閲覧。
19. ↑  “各駅の乗車人員（2018年度）”.   東日本旅客鉄道. 2019年7月24日閲覧。
20. ↑  “各駅の乗車人員（2019年度）”.   東日本旅客鉄道. 2020年7月18日閲覧。
21. ↑  “各駅の乗車人員（2020年度）”.   東日本旅客鉄道. 2021年7月29日閲覧。
22. ↑  “各駅の乗車人員（2021年度）”.   東日本旅客鉄道. 2022年8月13日閲覧。